# Gusman Kyrgyzbajew
Gusman Danijaruły Kyrgyzbajew (kaz. Ғұсман Даниярұлы Қырғызбаев; ur. 28 września 1992) – kazachski judoka.
Wicemistrz świata w 2021; piąty w 2019; siódmy w 2017; uczestnik zawodów w 2018, 2022, 2023 i 2024. Startował w Pucharze Świata w 2015. Brązowy medalista mistrzostw Azji w 2019 i 2022. Triumfator MŚ wojskowych w 2016 roku.
W 2024 roku wziął udział w Letnich Igrzyskach Olimpijskich w Paryżu, gdzie w rywalizacji mężczyzn do 66 kg zdobył brązowy medal, przegrywając jedynie w półfinale z Willianem Limą.